# メルセデス・ベンツ・Vクラス
メルセデス・ベンツ・Vクラス（Mercedes-Benz V-Class）は、ドイツの自動車メーカーであるメルセデス・ベンツ・グループがメルセデス・ベンツブランドで展開する、ミニバン型の乗用車である。
同社のラインアップで唯一となる、1ボックスタイプのミニバンである。3列シートを備え、乗車定員は6名または7名である。同様の多人数乗車可能モデルとして、他にRクラスやGLSがあるが、それらとはコンセプトが全く異なっている。
基本は二輪駆動（初代のみFF、2代目以降はFR）だが、オプションで四輪駆動も選択できる（日本仕様には未設定）。後述のように、商用車タイプ（Vito）も存在し、ヨーロッパなどでは警察用車両、救急車などにも広く使われている。
2代目（W639）の前期型においては、ビアノ（Viano）という名称で発売されていた。

## 初代（W638、1996年 - 2003年）

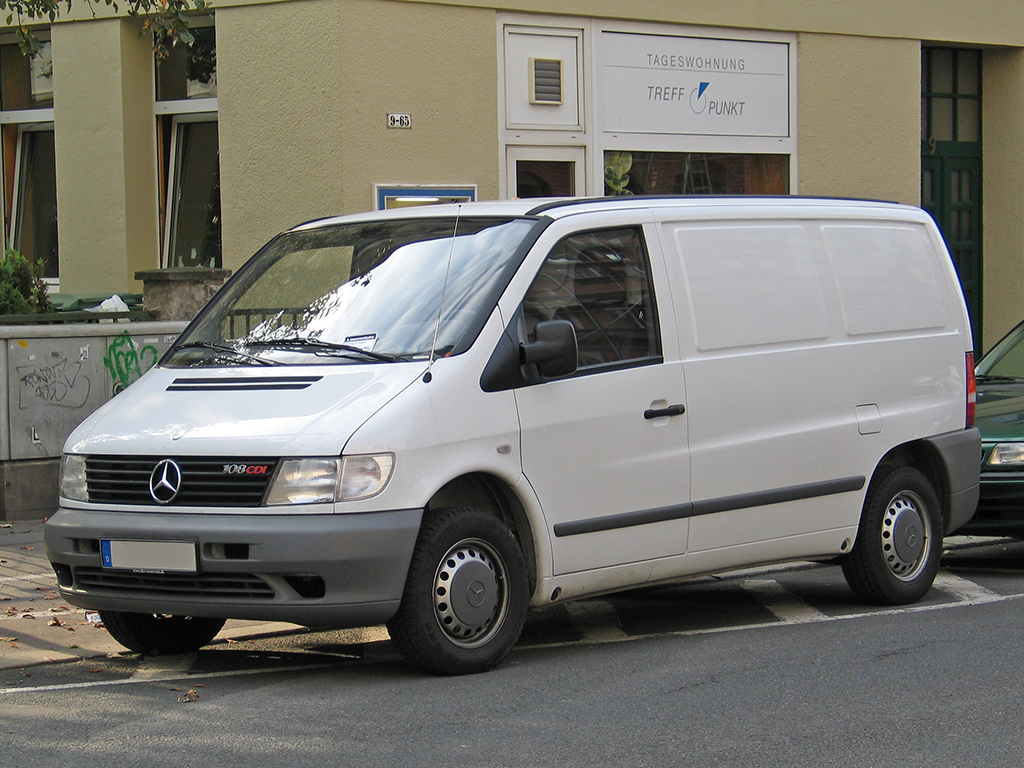
Vito（1996年-2003年）

1996年、欧州などで発売されている商用車「Vito」（ヴィトー、ヴィート）の乗用バージョンとして登場した。日本市場では、1998年に「V230」が販売開始され、翌年の1999年に「V280」が追加された。「V280」は2002年に生産中止となり、末期は「V230」のみが販売されていた。
ドライブトレインは、ヴィトーと同様に横置きエンジン＋トランスアクスル配置のFFとなっていた。エンジンは、自社製の直列4気筒が主力であったが、乗用車のユーザーからのモアパワーの要求に応え、のちにV型6気筒が追加された。Cクラスでは、1997年から自社製V型エンジンの採用が始まっていたが、元来、直4・横置きを想定していたエンジンベイには、Vバンクの広いエンジンは不向きで、横置き搭載への対応とクラッシャブルゾーンの確保のため、前後寸法（エンジン幅）の小さいフォルクスワーゲン製の2.8L狭角V型6気筒エンジンを採用した。
| グレード | エンジン       | 排気量 | 最高出力・最大トルク | 変速機 | 駆動方式 |
| -------- | -------------- | ------ | -------------------- | ------ | -------- |
| V280     | V型6気筒 SOHC  | 2.8 L  | 174PS / 24.2kgm      | 4速AT  | FF       |
| V230     | 直列4気筒 DOHC | 2.3 L  | 143PS / 21.9kgm      | 4速AT  | FF       |

## 2代目（W639、2003年 - 2014年）

### ビアノ時代

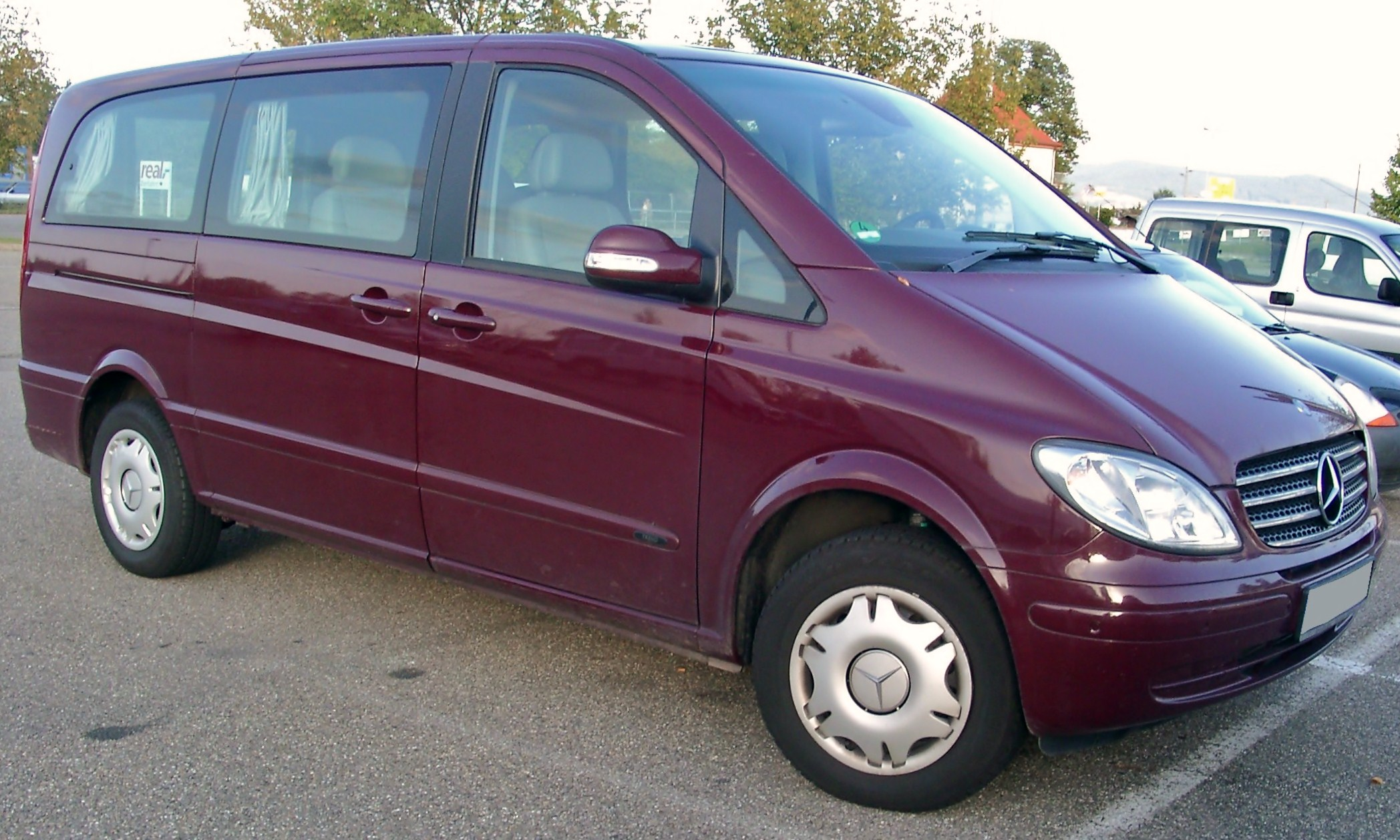
ビアノ（2003年-2006年）

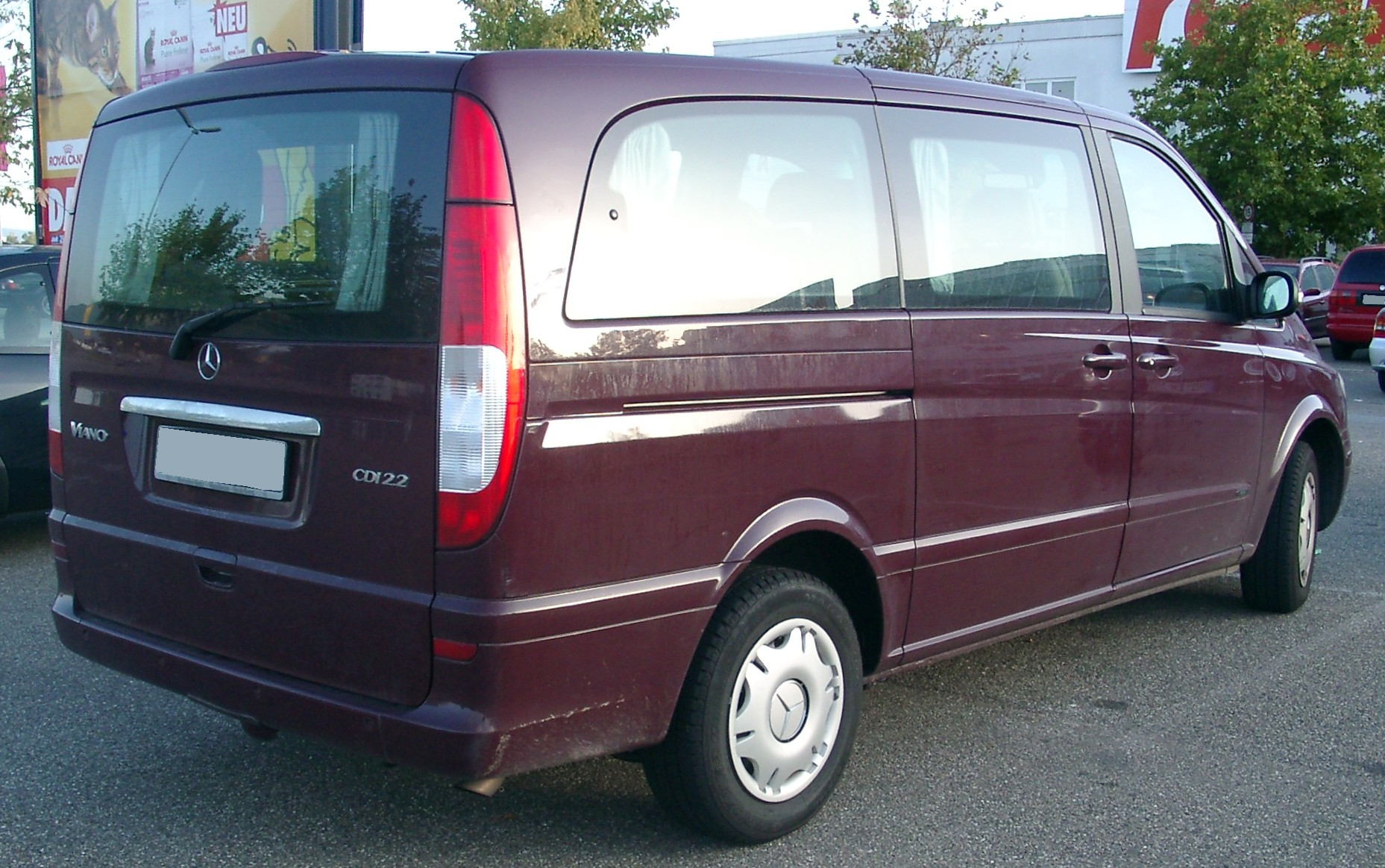
ビアノ（2003年-2006年）

2003年、モデルチェンジに伴って名称が改められ、新車種のビアノ（Viano）として登場した。駆動方式は、初代と異なり、自社製乗用車のコンポーネントが活用できる縦置きエンジンのFRとなった。エンジンは、従来の直列4気筒が廃止され、3.2L V型6気筒に統一された。
日本仕様は「3.2 トレンド」「3.2 アンビエンテ」「3.2 アンビエンテ ロング」の3種が設定された。「トレンド」がベースグレード、「アンビエンテ」が上級グレードとなり、後者のほうが装備が充実している。ロングボディは、ホイールベースをそのままに、標準ボディと比べ後方荷室を約25cm延長したものである。ラゲッジは拡大されたが、3列目シートを最後部まで下げることはできない。
| グレード                                              | エンジン | 排気量 | 最高出力・最大トルク | 変速機 | 駆動方式 |
| ----------------------------------------------------- | -------- | ------ | -------------------- | ------ | -------- |
| 3.2 アンビエンテ 3.2 アンビエンテ ロング 3.2 トレンド | V6 SOHC  | 3.2L   | 218PS / 31.1kgm      | 5速AT  | FR       |

### 再びVクラスへ

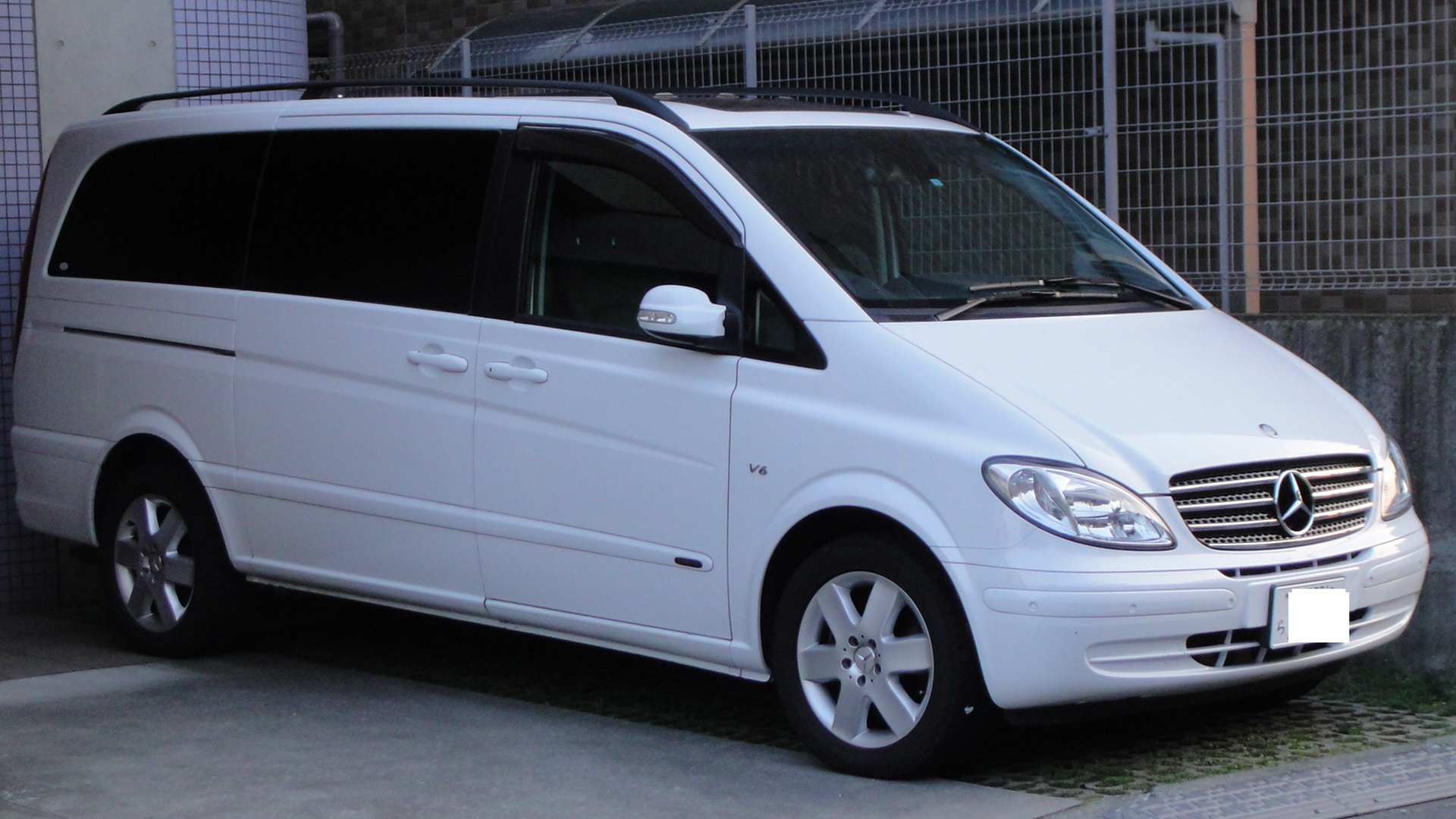
V350（2006年11月-2011年1月）

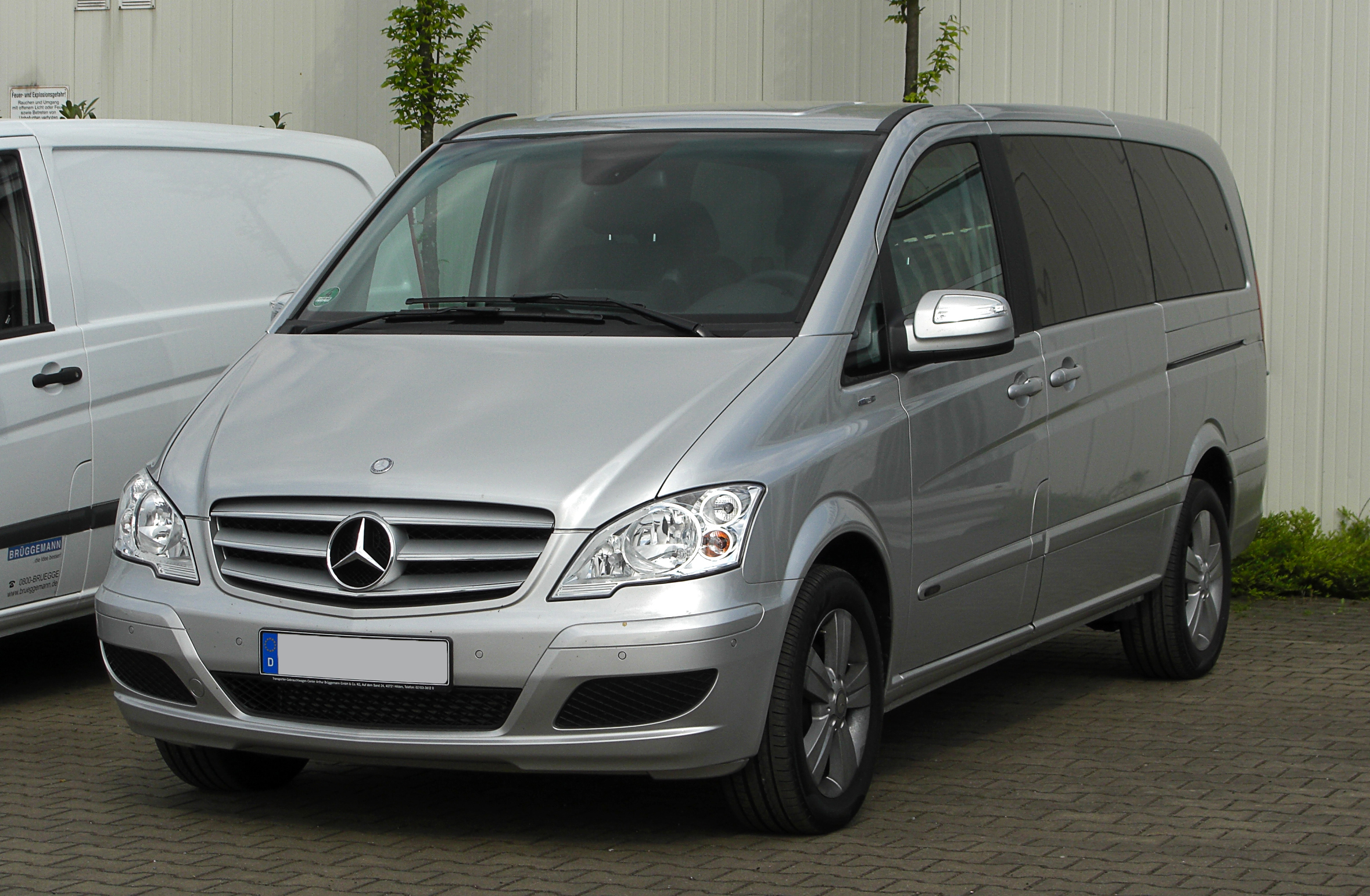
フェイスリフト版（2011年1月-2014年1月）

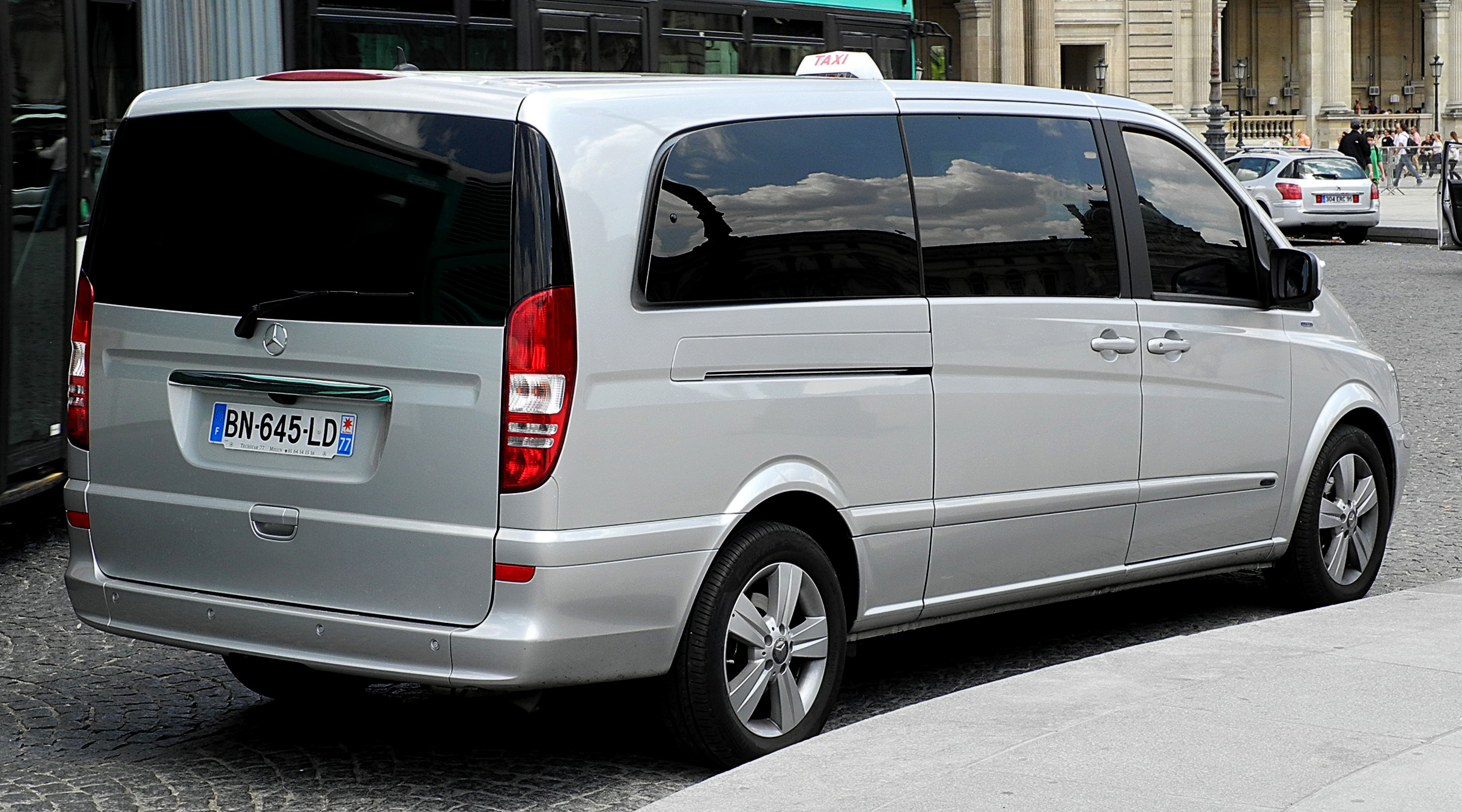
フェイスリフト版（2011年1月-2014年1月）

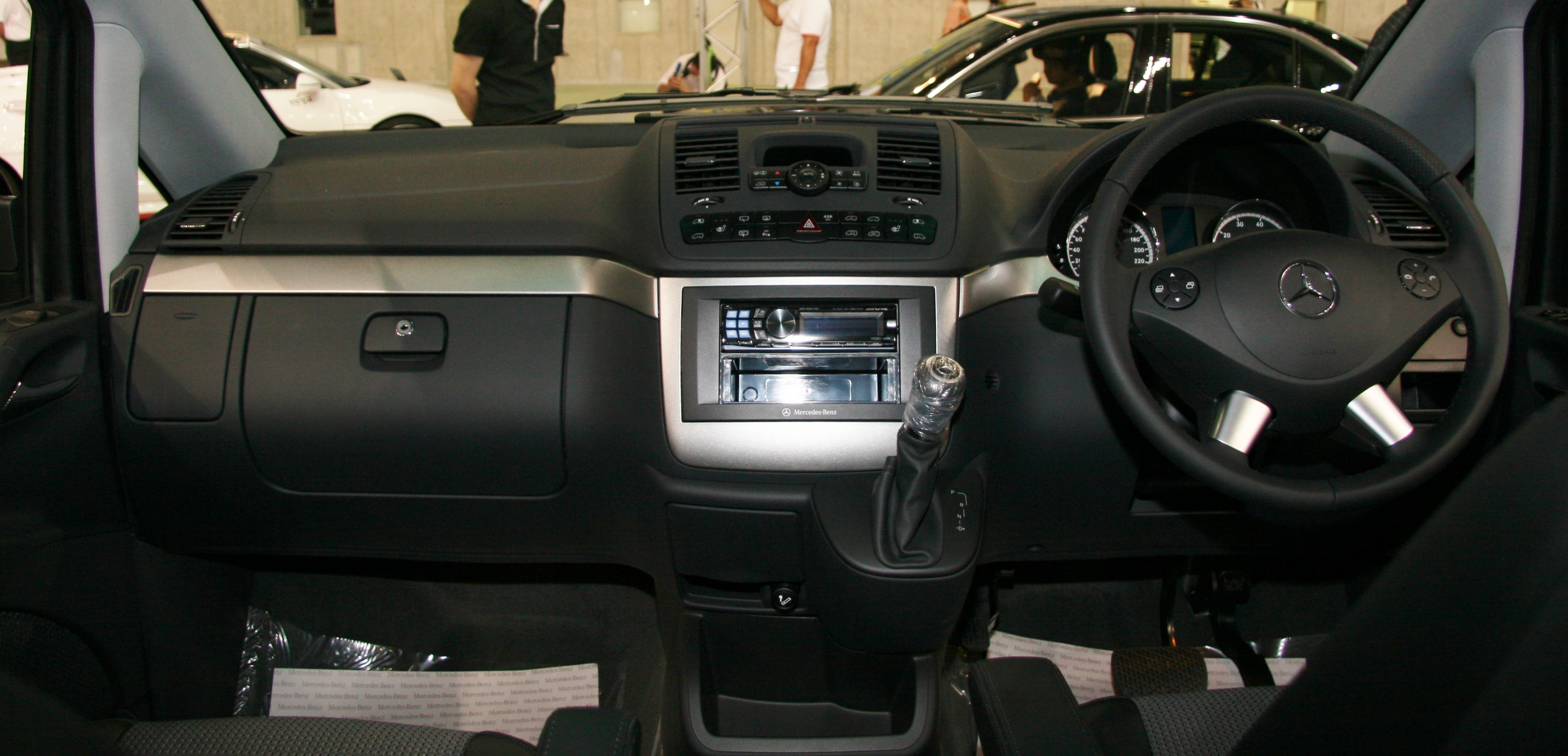
フェイスリフト版（2011年1月-2014年1月）

2006年11月、マイナーチェンジに伴い、名称がVクラスに戻された。
「トレンド」「アンビエンテ」「アンビエンテ ロング」の3モデルによる展開に変わりはなく、位置づけも変わらない。エンジンは、モデルチェンジ前のMクラス（W163）に搭載されていた旧型の3.7L V型6気筒となる。日本仕様の価格は、430万円から599万円であった。7人乗り・3列シート、対座シート、電動デュアルスライディングドアなど、装備を充実させている。なお、本モデルは、アメリカでは販売されておらず、メルセデス・ベンツとしては珍しい車種となる。
2007年11月、一部改良。エンジンが、3.5L V型6気筒DOHCへ変更され、出力も27PS向上した。
2011年1月、2度目のマイナーチェンジ（フェイスリフト）を実施。ヘッドランプ・フロントバンパー・リアコンビネーションランプのデザイン変更が行われたほか、インテリアでもシートデザインやステアリングホイールが変更された。サスペンションも大幅に改良され、快適性や操舵安定性が向上された。
同年11月、自動車誕生125周年を記念した特別仕様車「V350 AVANTGARDE EDTION 125」を発売（50台限定販売）。「V350 アンビエンテ」をベースに、クロームストリップ付バンパー一体型フロントスポイラー、19インチ16スポークアルミホイール&ワイドタイヤ、スポーツサスペンションなどを装備することでスポーティで精悍な印象としたほか、内装は3列目を左右独立シートとした6座独立シートとし、専用レザーDINAMICAとブラックウォールナット調のインテリアトリムを組み合わせ、上質で快適な空間とした。装備面ではデュアルガラス・スライディングルーフ（挟み込み防止機能付）、HDDナビゲーションシステム、ユーティリティパッケージを装備した。
2013年11月、特別仕様車「V350 Black Edition」を発売（170台限定販売）。「V350 トレンド」をベースに、人気の高い装備をパッケージ化したセットオプションであるバイキセノンパッケージとラグジュアリーパッケージを標準装備したほか、ETC車載器と専用18インチ10スポークアルミホイール&ワイドタイヤも装備。充実装備ながらベースモデルよりも50万円高に抑えた。ボディカラーはグレード名に合わせ、特別設定色の「オブシディアンブラック」を設定した。
2014年7月、特別仕様車「V350 Grand Edition」を発売（30台限定販売）。「V350 アンビエンテ」をベースに、クロームストリップ付一体型フロントスポイラーやハイグロスクロームドアミラーカバー、専用サイドエンブレムを装備することで通常の設定にはないアバンギャルド仕様に仕立て、ハイグロスブラック19インチ5ツインスポークアルミホイール&ワイドタイヤ、ブラックペイントフロントグリル、テールゲートクロームトリム、サイドスカートも装備することでスタイリッシュで精悍な印象を高めた。内装では3列目を左右独立シートとした6座独立シート仕様に、インテリアトリムをサテン仕上げウォールナットウッド調にそれぞれ変更することで質感を向上。装備面ではデュアルガラス・スライディングルーフ（挟み込み防止機能付）、HDDナビゲーションシステム&リアビューカメラ、ユーティリティパッケージを特別装備した。ボディカラーはVクラスで初となる白系の「ロッククリスタルホワイト」を設定した。
| グレード                                               | エンジン     | 排気量 | 最高出力・最大トルク | 変速機 | 駆動方式 |
| ------------------------------------------------------ | ------------ | ------ | -------------------- | ------ | -------- |
| V350トレンド V350アンビエンテ V350アンビエンテ・ロング | V型6気筒DOHC | 3.5L   | 258PS / 34.7kgm      | 5速AT  | FR       |

## 3代目（W447、2014年 - ）
2014年1月、モデルチェンジ。発表当初のエンジンは、2.1L直列4気筒ディーゼルターボのみで、136PS、163PS、190PSの3種類の出力から選択できる。
2015年10月10日、日本市場で発表、同日より注文受付を開始した。2016年1月より発売開始となる。日本仕様も全車ディーゼルターボのみの設定となったが、ポスト新長期規制（平成22年排出ガス規制）に適合するため、日本向け専用に開発された2.2L直列4気筒ブルーテックエンジンのOM651型を採用した。また、トランスミッションは7速に多段化したAT「7G-TRONIC PLUS」を採用したことで、先代に比べて燃費性能を向上させた。
外観は、アローシェイプのボンネットがスリーポインテッド・スターを中央に配したラジエターグリルと連なるフロントマスクを形成したほか、一部グレードを除きヘッドライトをLED化し、走行状況や天候により配光モードを自動切替する「LEDインテリジェントライトシステム」を採用。
シートは、2列目が独立シート、3列目がベンチシートとなり、それぞれを着脱式としたことで、2列目の向きを後ろにして対面式にしたり、後席を2列目の独立シートのみにしてショーファードリブン仕様にしたり、2列目・3列目をすべて外して荷物を積載するなどアレンジが可能で、安全性も両立するため、2列目・3列目のシートは各席に装備した3点式シートベルトと一体化した。
最新鋭の装備も導入され、複数の安全装備で構成された「レーダーセーフティパッケージ」を設定したほか、駐車や車庫入れを支援する装備として、360°カメラシステム・アクティブパーキングアシスト・パークトロニックを全車に標準装備。さらに、各種機能や車両設定をタッチパッドで操作する「COMANDシステム」も装備した。また、日本向けに純正アクセサリーも開発し、リアエンターテイメントシステム、室内の頭上に衣服などの軽い小物類を収納することができるオーバーヘッドスペースネット、シートレールに装着するロードバイク運搬用の車内用バイシクルホルダー、リアゲートに装着して使用するターフ&カーテンセット（テールゲートテント）などが用意される。
グレード体系は刷新され、全長4,905mmの標準ボディ仕様は装備内容を厳選した廉価仕様の「V220 d トレンド（受注生産）」と標準仕様の「V220 d」の2グレードに、全長5,150mmのロングボディ仕様は「V220 d アバンギャルド ロング」となり、新たに、全長5,380mmのエクストラロングボディ仕様「V220 d アバンギャルド エクストラロング」が追加され、4グレードとなった。発売当初の価格は、550万円（税込）～819万円（税込）。
2016年6月1日、一部改良。尿素水溶液「AdBlue（アドブルー）」タンクの容量を従来の11.5Lから2倍以上となる25Lに大型化したことで補充サイクルを伸ばし、約20,000kmまで継続走行ができるようになった。併せて、既存の「V220 d アバンギャルド ロング」をベースに、AMGデザインエクステリア（フロントスポイラー、リアバンパー、リアルーフスポイラー）、専用19インチAMG7ツインスポークアルミホイール、カーボン調インテリアトリム、ステンレスアクセル&ブレーキペダル（ラバースタッド付）を装備するとともに、パノラミックスライディングルーフ（挟み込み防止機構付）とレーダーセーフティパッケージも標準装備した新グレード「V220 d スポーツ ロング」を追加設定した。
2017年7月5日、新グレードとして「V220 d スポーツ」を追加（発表当日より注文受付開始、配車は同年9月頃を予定）。2016年6月に追加設定した「V220 d スポーツ ロング」の標準ボディ仕様にあたり、同グレードと同じく「AMGライン」を採用。また、通常は有償オプションとなっているメタリックペイントは、一部を除いて無償で設定可能である。
2018年2月2日、新グレードとして「V220 d Marco Polo HORIZON（マルコ ポーロ ホライズン）」を追加（発表当日より注文受付開始、配車は同年7月頃を予定）。2名まで使用可能なベッドやリーディングライトを備えたポップアップルーフが追加装備され、3列目シートにフルフラット機構を、前席（運転席・助手席）に回転機構をそれぞれ追加。「レーダーセーフティパッケージ」は標準装備される。日本での価格は標準価格で846万円（税込）。
同年11月5日、限定車「V260 ロング」が発表された（発表当日より注文受付開始、配車は2019年1月ごろを予定）。当代では初となるガソリンモデルであり、2.0L 直噴ガソリンターボエンジン「M274」を搭載したほか、グレーペイント18インチ5スポークアルミホイール、センターコンソールアンダーボックス（ドリンクホルダー、カバー付）、「レーダーセーフティパッケージ」を特別装備した。ボディカラーは「オブディシアンブラック」と「ロッククリスタルホワイト」の2色で、各色125台ずつ・250台の限定販売となる。
2019年10月24日、マイナーチェンジが発表された（発表当日より注文受付開始、配車はアバンギャルドロングは2020年1月頃、それ以外のグレードは同年春頃からとなる）。フロントフェイスが刷新され、フロントバンパーはエアインテークを3つから1つに集約して開口部が拡大され、左右にクロームを配することでスポーティーデザインとなり、オプション設定のAMGラインを装着した場合、ラジエターグリルがシングルルーバーのダイヤモンドグリルとなる。内装は「V220 d」を除くグレードに、ヘッドレストクッション・オットマン・リラクゼーション機能等の快適装備をはじめ、シートヒーターやシートベンチレーターを備えたエクスクルーシブシート（ブラックまたはベージュを選択可能）を採用した「エクスクルーシブシートパッケージ」が新たにオプション設定された。安全装備も強化され、対向車や先行車を検知し、他の車両に当たらないように自動的に照射範囲を制御しながら最大の視界を確保するとともに、道路標識などにハイビームが反射する場合には自動的に減光して眩惑を防止するアダプティブハイビームアシスト・プラスが標準装備され、メーカーオプションの「レーダーセーフティパッケージ」には歩行者検知機能を備えたアクティブブレーキアシストが追加された。グレード体系が整理され、「V220 d」・「V220 d アバンギャルド ロング」・「V220 d アバンギャルド エクストラロング」の3種類となった。
併せて、特別仕様車「V260 アバンギャルド ロング」も設定された。以前発売されていた「V260 ロング」同様、2.0L直列4気筒直噴ターボエンジンを搭載したガソリンモデルで、「レーダーセーフティパッケージ」が標準装備されるほか、「AMGライン」、ブラックの本革シート、冷蔵庫付センターコンソール、冷温カップホルダー、「エクスクルーシブシートパッケージ」も標準装備される。ボディカラーは限定色の「グラファイトグレー」が採用された。105台の限定販売となる。
2020年5月21日、2018年2月に発売された「V220 d Marco Polo HORIZON」が新仕様で再発売された。2018年2月発売モデルからの変更点として、ルーフ右側にロールアップ機能を備えたサイドオーニングが装着され、2列目シートにはシートヒーターとシートベンチレーターを追加。運転席下にはエンジン停止時に自動でメインバッテリーと切り離して稼働し、エンジン始動時に充電を開始するサブバッテリーが搭載され、フロントと運転席、助手席を除く全てのウィンドウにカーテンが装備された。
同年7月13日、一部改良。従来、メーカーオプション設定となっていた安全運転支援システム「レーダーセーフティパッケージ」が標準装備化され、同時に、ダッシュボード中央に10.25インチのワイドスクリーンと、自然対話式音声認識機能を備えた、対話型インフォテインメントシステム「MBUX」が搭載された。
2021年1月13日、「V220 d Marco Polo HORIZON」を一部改良（同日より予約注文の受付を開始、納車は同年1月末頃の予定）。2020年7月改良モデル同様に対話型インフォテインメントシステム「MBUX」が搭載された。
同年7月29日、一部改良（納車は「V220 d Marco Polo HORIZON」のみ2022年第1四半期、そのほかのモデルは同年8月を予定）。「レーダーセーフティパッケージ」に並列駐車スペースから後退して出庫する際、後方を横切る車を検知してドライバーに注意を促すとともに、必要に応じて自動ブレーキの作動も行うリアクロストラフィックアラートを追加。スマートフォンをケーブルで接続することで、車両側のメディアディスプレイでスマートフォンアプリの使用が可能となるスマートフォン連携機能が標準装備された。また、「V220 d アバンギャルド ロング」と「V220 d アバンギャルド エクストラロング」にオプション設定されている「エクスクルーシブパッケージ」は2列目のエクスクルーシブシートにおいて、シート素材をナッパレザーへ変更、カップホルダー・USBポート・スマートフォン用トレイ・小物入れが追加された。
2022年2月18日、一部改良。エンジンが2.2Lの「OM651」から2.0Lの「OM654」に一新された。シリンダーブロックとピストンに熱膨張率の異なる素材が採用され、表面コーティング「NANOSLIDER」の導入により摩擦を低減。排出ガス浄化経路の短縮化やsDPF（選択触媒還元法コーティング付粒子状物質除去フィルター）を採用するなど排気の浄化性能も向上された。トランスミッションは9速に多段化した「9G-TRONIC」へ変更した。また、全モデルに夜間のドア開閉の際にフロントドア下部から照射されるブランドロゴプロジェクターライトとフロントシートの太もも下部分の座面長の調整が可能な座面長延長機能を標準装備した。なお、原材料費の高騰等に対応するため、メーカー希望小売価格が見直され、モデルにより49万～57万円（10%相当の消費税を含む）値上げされた。
併せて、新モデルとして「V220 d エクスクルーシブ ロング プラチナスイート」を追加。内装に専用アルミニウムインテリアトリム、ナッパレザーシート、レザーARTICOダッシュボードを採用し、前席にはシートベンチレーターを装備。ルームミラーは後席の同乗者や大きな荷物で見えにくくなる車両後方の視界を補助し、スイッチ操作で通常モードの切り替えも可能なデジタルルームミラーを装備。運転席と助手席の間には容量3.2Lの冷蔵庫付センターコンソールが装備され、センターコンソール後方には温冷機能付カップホルダーを装備。2列目シートはカップホルダー、USBポート、スマートフォン用トレイ、小物入れなどを備えたエクスクルーシブシートが標準となり、前席背面部にシートバックテーブルが装備された。
同年7月21日、原材料費の高騰等に対応してメーカー希望小売価格の改定を行うとともに、新モデルとして「V220 d アバンギャルド エクストラロング ブラックスイート」の追加を発表（同日より予約注文の受付を開始、8月納車予定）。既存の「V220 d アバンギャルド エクストラロング」をベースに、外観はフロントまわり（グリル・バンパー）やサイドミラーにブラックアクセントを施し、専用のブラックペイント19インチAMG7ツインスポークアルミホイールを採用。内装はインテリアトリムをカーボン調、シートは全席ナッパレザーとし、ブラックのルーフライナーを装備。また、「V220 d エクスクルーシブ ロング プラチナスイート」同様、前席シートベンチレーター、デジタルルームミラー、冷蔵庫付センターコンソール、温冷機能付カップホルダー、2列目エクスクルーシブシート、シートバックテーブルも装備される。

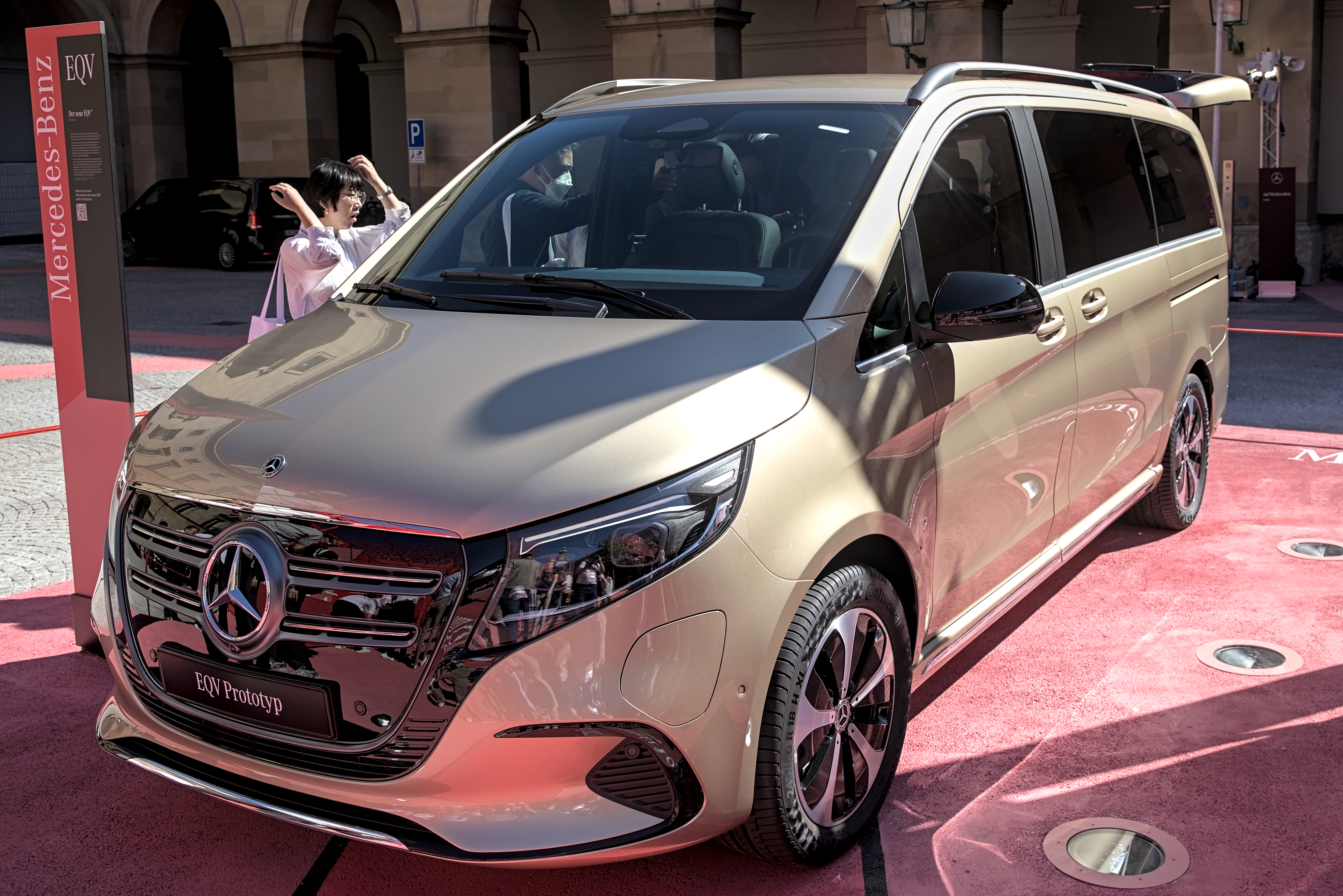
メルセデス・ベンツ・EQV高級電動ミニバン

2024年10月1日、2度目のマイナーチェンジ（フェイスリフト）を実施。エクステリアおよびインテリアのデザインが刷新された。ラジエーターグリルは大型化され、新たにスターパターングリルと、スリーポインテッドスターのボンネットマスコットを備えたクロームグリルの2種類が用意される。一部モデルには「イルミネーテッドラジエーターグリル」 も装着される。また、フルLEDの前後ライトや、アルミホイールも意匠が変更された。外装色では、新しいソリッドペイントとして「ジュピターレッド」「ヴィンテージブルー」 「アルペングレー」、メタリックペイントでは「カラハリゴールド」「ソーダライトブルー」「ハイテックシルバー」が追加された。インテリアには、新たにワイドスクリーンコックピット（12.3インチのコックピットディスプレイ・メディアディスプレイ）、ステアリングヒーターを備えた、静電容量式の新ステアリングホイールが採用された。メディアディスプレイは、従来のタッチパットに加え、タッチスクリーンでの操作も可能となった。キーレススタートは、キーを回してエンジンを始動する方式から、ボタン式へと改められた。64色のアンビエントライトは全車に、デジタルルームミラーは「V220 d」を除き標準装備される。 さらに、安全性能も強化が図られ、センターエアバッグ、ウィンドウバッグ（リア）が全モデルに追加された。サスペンションは、従来の「AGILITY CONTROL サスペンション」に加え、滑らかな乗り味を実現する 「AIRMATIC サスペンション」を新たに搭載する。 
| グレード | エンジン                                   | 排気量  | 最高出力・最大トルク     | 変速機 | 駆動方式 |
| --- | ------------------------------------------ | ------- | ------------------------ | ------ | -------- |
| V 220 d V 220 d ロング V 220 d エクスクルーシブ ロング プラチナスイート V 220 d エクストラロング V 220 d エクスクルーシブ エクストラロング ブラックスイート | OM654型 DOHC 直列4気筒ターボチャージャー付 | 1,949cc | 163PS（120KW） / 380N・m | 9速AT  | FR       |